# مخطمة دقيقة
مخطمة دقيقة (الاسم العلمي:†Rhynchonella minuta) هي نوع منقرض من عضديات الأرجل تتبع جنس المخطمة من فصيلة المخطمات.